# Département Haute-Corse
Das französische Département Haute-Corse ([ot kɔʁs], „Oberkorsika“, korsisch Corsica suprana [ˈkorsiɡa suˈprana], oder Cismonte [tʃiˈzmɔntɛ]) war von 1976 bis 2017 eines der beiden korsischen Départements. Es lag im Norden der Mittelmeerinsel Korsika und wurde in der alphabetischen Reihenfolge der Départements als Nr. 20b bezeichnet. Für statistische Zwecke wird das Département aber weiterhin verwendet.

## Geschichte
Es entstand am 15. September 1975, als die Insel Korsika in zwei Departements aufgeteilt wurde. Da das Autokennzeichen 20 dem ehemaligen Gesamtdépartement Corse entsprach, wurde dem Departement Haute-Corse das Kennzeichen 2B zugewiesen, dem Département Corse-du-Sud das Kennzeichen 2A. Die korsischen Autokennzeichen entsprechen somit nicht der Typologie der französischen Départements. Das dem Département entsprechende Postleitzahlenpräfix 20 wurde zwar beibehalten, die dritte Ziffer wurde jedoch auf die 2 (und im Département Corse-du-Sud auf die 1) festgelegt, was einige Änderungen zur Folge hatte. Im Gefolge der Statusänderung Korsikas wurden die Départements per 1. Januar 2018 aufgehoben und ihre Verwaltung mit der der Region zusammengelegt.

## Geografie
Im Nordosten des Départements liegt das Cap Corse, eine Halbinsel.

## Wappen
Beschreibung: In Silber ein schwarzer Mohrenkopf mit weißer flatternder Stirnbinde.

## Städte
- Bastia (Präfektur)
- Calvi
- Corte

## Megalithen
Im Departement sind registriert:
- 57 Menhire
- 18 Steinkreise (cercles)
- 16 Statuenmenhire
- 14 Steinkisten (coffres)
- 8 Dolmen

## Klima
(Messstation: Bastia; in den höher gelegenen Teilen der Insel herrschen zum Teil stark andere klimatische Verhältnisse.)
| maritime Klimadaten              | J  | F  | M  | A  | M  | J  | J  | A  | S  | O   | N  | D  |
| -------------------------------- | -- | -- | -- | -- | -- | -- | -- | -- | -- | --- | -- | -- |
| mittlere Höchsttemperatur        | 13 | 14 | 15 | 17 | 21 | 25 | 28 | 28 | 25 | 21  | 17 | 14 |
| mittlere Tiefsttemperatur        | 5  | 5  | 6  | 8  | 11 | 15 | 18 | 18 | 15 | 12  | 8  | 6  |
| Anzahl sehr sonnige Tage         | 4  | 3  | 5  | 5  | 5  | 7  | 14 | 10 | 8  | 6   | 4  | 4  |
| Anzahl Tage mit bedecktem Himmel | 10 | 9  | 10 | 8  | 6  | 3  | 1  | 1  | 4  | 6   | 9  | 10 |
| Anzahl Regentage                 | 7  | 7  | 8  | 6  | 5  | 3  | 2  | 3  | 5  | 7   | 8  | 8  |
| Regenmenge in mm                 | 70 | 85 | 70 | 60 | 43 | 30 | 12 | 35 | 50 | 105 | 95 | 95 |
| Wassertemperatur in Küstennähe   | 14 | 13 | 12 | 14 | 16 | 19 | 24 | 24 | 23 | 22  | 19 | 17 |

Tage pro Jahr mit
- Regenfällen über 1 mm: 70
- Frost: 5
  - Erster Frost: 9. Januar
  - Letzter Frost: 12. Februar
- Schnee: 2
- Gewitter: 38
- Hagel: 5

(Stand 1991)

## Verwaltungsgliederung
| Arrondissement          | Kantone | Gemeinden | Einwohner 1. Januar 2022 | Fläche km² | Dichte Einw./km² | Code INSEE |
| ----------------------- | ------- | --------- | ------------------------ | ---------- | ---------------- | ---------- |
| Bastia                  | 7       | 27        | 92.842                   | 473,77     | 196              | 2B2        |
| Calvi                   | 5       | 51        | 31.403                   | 1.338,44   | 23               | 2B5        |
| Corte                   | 7       | 158       | 60.986                   | 2.853,36   | 21               | 2B3        |
| Département Haute-Corse | 15      | 236       | 185.231                  | 4.665,57   | 40               | 2B         |

Siehe auch:

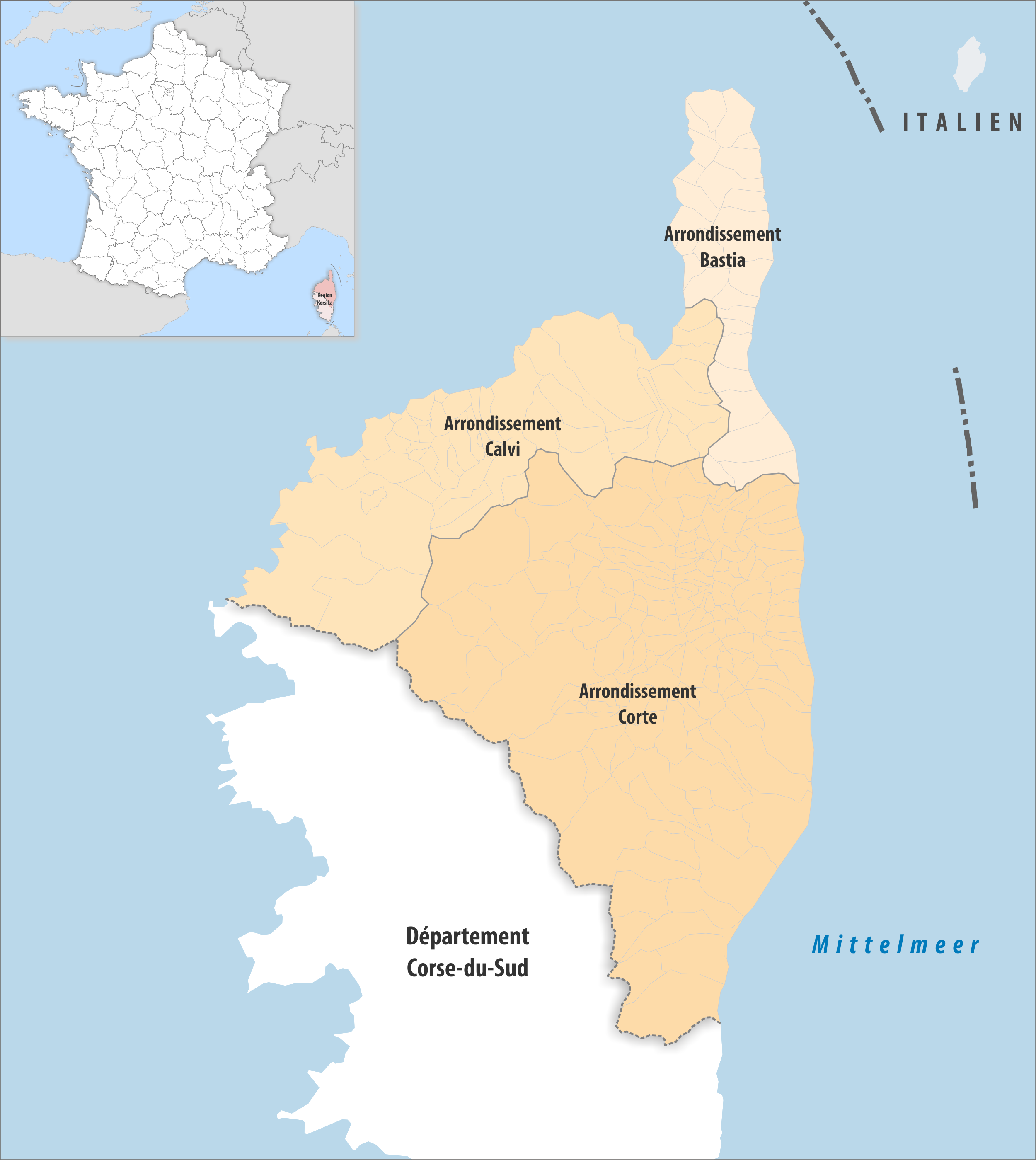
Gemeinden und Arrondissemente im Département Haute-Corse

- Liste der Gemeinden im Département Haute-Corse
- Liste der Kantone im Département Haute-Corse
- Liste der Gemeindeverbände im Département Haute-Corse